# هيلموت ماركوف
هيلموت ماركوف (بالألمانية: Helmuth Markov )‏ (و. 1952  م) هو سياسي من ألمانيا، وألمانيا الشرقية، ولد في لايبزيغ، هو عضوٌ في الحزب اليساري الألماني، شارك في الانتخابات الرئاسية الألمانية 2012، والانتخابات الرئاسية الألمانية 2004، والانتخابات الرئاسية الألمانية 2010.

## مناصب
تولى منصب عضو في البرلمان الأوروبي (20 يوليو 2004–13 يوليو 2009)
- عضو في البرلمان الأوروبي (20 يوليو 1999–19 يوليو 2004)[3]
- عضو مجلس الشورى الموحد براندنبورغ.[4]

## التعليم
تعلم في الجامعة التقنية الوطنية البوليتكنيك في أوكرانيا.

## روابط خارجية
- هيلموت ماركوف على موقع مونزينجر (الألمانية)